# Pseudopterogorgia pinnata
Pseudopterogorgia pinnata is een zachte koraalsoort uit de familie Gorgoniidae. De koraalsoort komt uit het geslacht Pseudopterogorgia. Pseudopterogorgia pinnata werd in 1910 voor het eerst wetenschappelijk beschreven door Nutting. 